# Drescher-Bank
Koordinaten: 71° 24′ S, 13° 12′ W
Die Drescher-Bank ist eine Bank im Weddell-Meer vor der Prinzessin-Martha-Küste des ostantarktischen Königin-Maud-Lands. Sie liegt in einer Tiefe von mindestens 200 m unter dem Meeresspiegel.
Benannt ist sie auf Vorschlag des Vermessungsingenieurs und Glaziologen Heinrich Hinze vom Alfred-Wegener-Institut. Namensgeber ist der deutsche Biologe Heinz-Eberhard Drescher (1944–1983), der an Untersuchungen zur Population antarktischer Meeressäuger beteiligt war.